# I Turbolenti

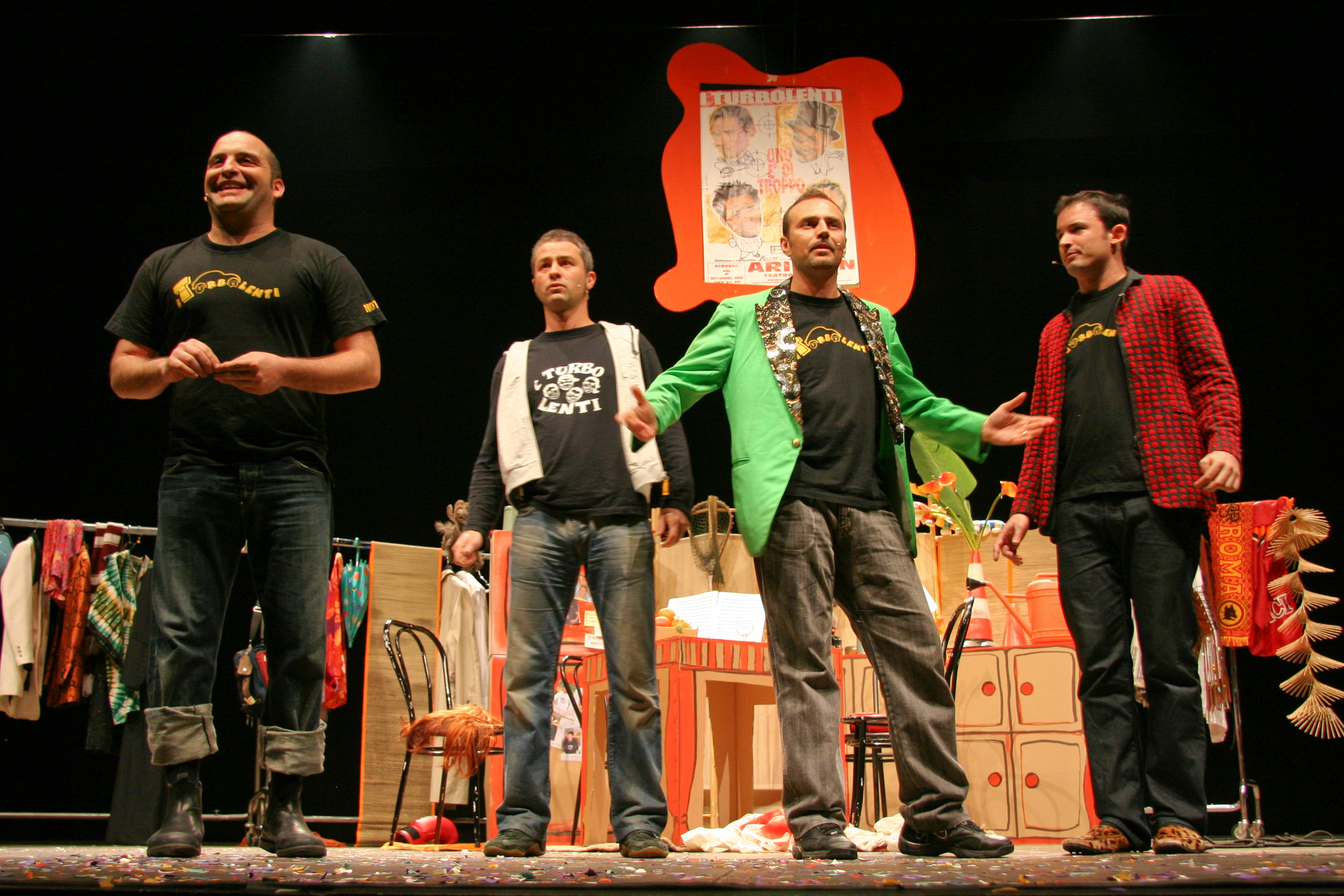
Il quartetto comico cabarettistico "I Turbolenti" Milano, 2 Aprile 2007

I Turbolenti sono stati un quartetto comico-cabarettistico italiano, nato a Milano e attivo dal 1998 al 2013. Erano formati da Enzo Polidoro, Gianluca Impastato, Gianluca Fubelli e Stefano Vogogna.

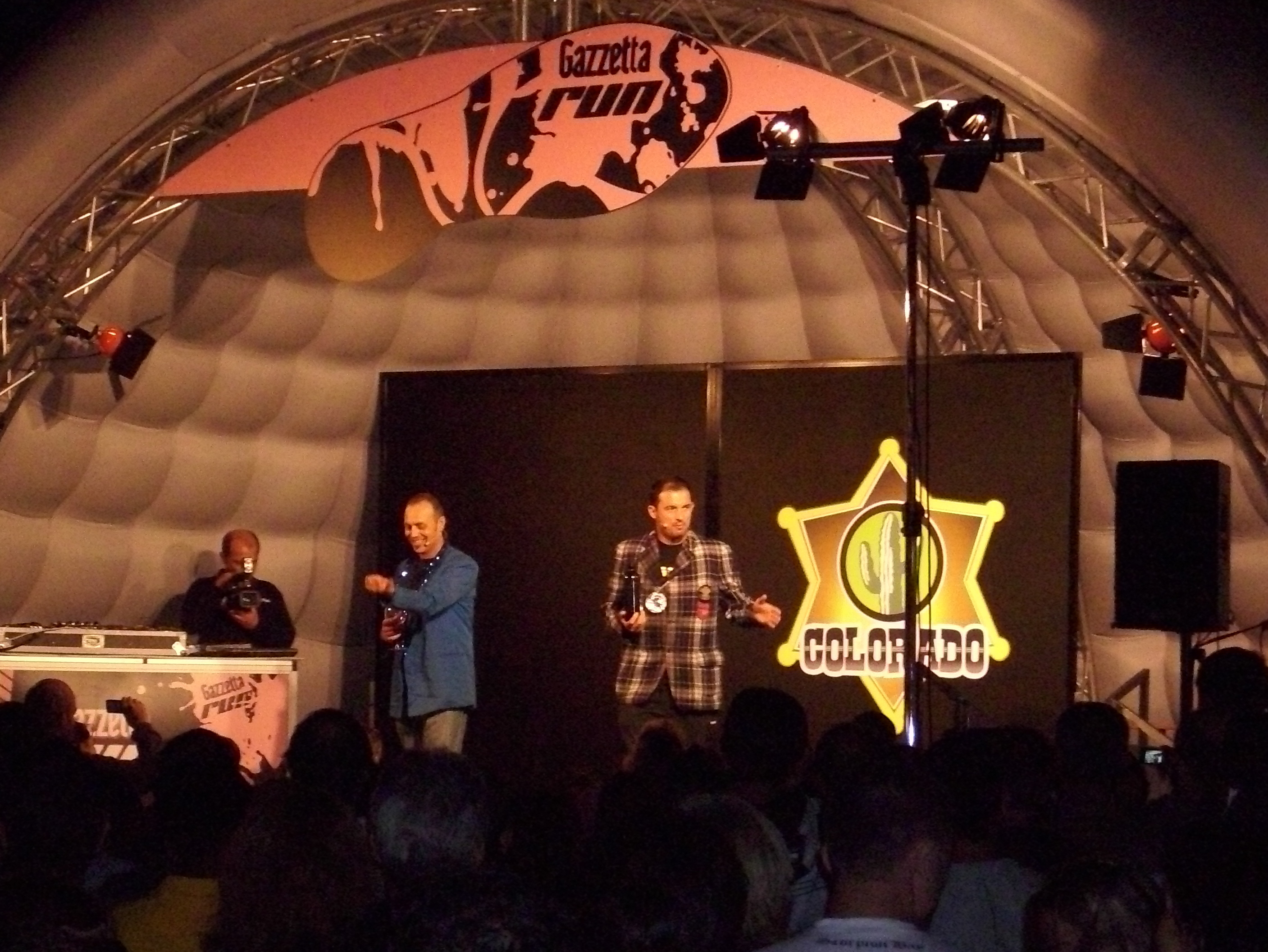
Un'esibizione di due componenti del gruppo a Genova nel settembre 2009

## Carriera
Nascono nell'ottobre del 1998, sulla base dell'esperienza dei membri in studi di mimo, clownerie e improvvisazione teatrale. Iniziano ad esibirsi presso La corte dei miracoli a Milano, realizzando gag basate su personaggi quotidiani e tormentoni.
Nel settembre del 2000 vincono il Festival Nazionale del Cabaret di Torino. Nel gennaio 2001 partecipano alla manifestazione BravoGrazie a S.Vincent. Nel luglio 2002 vincono il premio della critica al Premio Charlot di Paestum.
La loro carriera televisiva inizia nel 2000, quando il gruppo prende parte alla trasmissione Lista d'attesa su Telenova. Un anno dopo, entrano nel cast di Presi diretti su Happy Channel e nel 2003 entrano a far parte del cast di Colorado Cafè con Diego Abatantuono, di cui faranno parte per dieci anni. Nel 2004 iniziano la loro attività teatrale, portando per due anni gli spettacoli Gli artificieri, Uno è di troppo, Tutto crudo e Andiamo via.
Nel 2005 compaiono in Paperissima Sprint su Canale 5 e a Il gioco dei 9 su Italia 1, ed entrano nel cast fisso di Guida al campionato, dove rimarranno fino al 2009. Nel 2006 recitano nel film Eccezzziunale... veramente - Capitolo secondo... me con Diego Abatantuono, nei panni di quattro tifosi milanisti. Nello stesso anno prendono anche parte a Il flauto magico di Wolfgang Amadeus Mozart, con dialoghi di Alessandro Baricco, la regia di Oskaras Koršunovas e la direzione di Fabio Biondi. Nel 2008 portano nei teatri lo spettacolo Siamo poveri di mezzi.
Alla fine del 2009, conducono Il filmaccio su Comedy Central, affiancati dalla pornostar Michelle Ferrari, mentre nel 2011 inscenano Comedia Blues: storie di comici di whisky e di rapine, scritta da Matteo Monforte e Lazzaro Calcagno, che ne cura anche la regia.
Nel 2013 si sciolgono.

## Componenti
I componenti del gruppo a partire dalla sua fondazione sono stati:
- Enzo Polidoro detto Fiorenzo (Milano, 31 luglio 1967): è la spalla del quartetto. Ha iniziato i suoi studi all'ISEF per poi concluderli al "Centro Teatro Attivo". Interpreta Joe Colica, lottatore di wrestling con problemi intestinali, e il maestro di salsa Orazio Salsero.
- Gianluca Impastato (Milano, 21 novembre 1971): interpreta l'enologo Chicco D'Oliva (ispirato a Paolo Lauciani, il sommelier della rubrica "Gusto" del TG5) e Mariello Prapapappo, l'uomo dei misteri.
- Gianluca Fubelli detto Scintilla (Roma, 9 aprile 1973): ex-odontotecnico, ha frequentato per un anno la L.I.I.T. (Lega Italiana di Improvvisazione Teatrale) e un workshop sul clown con Claudio Miconi. Interpreta il "Pupo Secchione" Fubelli, il sex symbol "Romolo Prinz" e Giulio Cesare. Ha uno spiccato accento romanesco.
- Stefano Vogogna, detto Steve o Studdarello (Milano, 10 maggio 1971): ha seguito un workshop sul clown con Claudio Miconi, ha frequentato la L.I.I.T. per un anno e la C.T.A. (Centro Teatro Attivo) per un altro anno. Interpreta il flautista Steve Stranamore.

## Televisione
- Lista d'attesa (Telenova, 2000-2001)
- Presi diretti (Happy Channel, 2001)
- Colorado (Italia 1, 2003-2013)
- Paperissima Sprint (Canale 5, 2005)
- Il gioco dei 9 (Italia 1, 2005)
- Guida al campionato (Italia 1, 2005-2009)
- Il filmaccio (Comedy Central, 2009-2010)

## Teatro
- Gli artificieri (2004)
- Uno è di troppo (2005)
- Tutto crudo (2005)
- Andiamo via (2006)
- Il flauto magico, regia di Oskaras Koršunovas (2006)
- Siamo poveri di mezzi (2008)
- Comedia Blues: storie di comici, di whisky e di rapine, regia di Lazzaro Calcagno (2011)

## Cinema
- Eccezzziunale... veramente - Capitolo secondo... me, regia di Carlo Vanzina (2006)

## Opere
- I Turbolenti, Il manuale dei Turbo Tabbies, a cura di L. Federico, illustrazioni di Giuseppe Benedetti, Bergamo, Nobeer, 2010, ISBN 9788896541043.